# Лутіка
Лутіка (ест. Lutika) — село в Естонії, входить до складу волості Риуге, повіту Вирумаа.